# BBCニュース
BBCニュース（BBC News）は、イギリスの公共放送局である英国放送協会（BBC）のニュースや時事問題の収集と放送を担当する運営事業部である。同部門は世界最大の放送ニュース組織であり、毎日約120時間のラジオとテレビの出力、およびオンラインのニュース報道を行っている。同サービスは、世界中に250人以上の特派員を擁する50の海外ニュース局を維持している。
2019年のOfcomのレポートによると、BBCが2018年4月から2019年3月までにニュースに使用した費用は1.36億ポンドである。

## 歴史
英国放送協会は1922年11月14日に初めてのラジオ速報を放送した。1954年7月5日に、最初のテレビジョンニュース速報が放送された。BBC は2004年7月5日でテレビニュースの50周年を迎える事となった。テレビニュースは元々ニュースキャスターのナレーションと共に映像形式のニュースを送り出していたが、スクリーン上のニュースキャスターがそのニュースから視聴者を混乱させないようテレビカメラが設置されていなかった。ニュース映画 (w:Newsreel) は映画及び他の公共的に増大した役目を見せるため、時々使われた。それらはテレビジョンニュース映画 (w:Television Newsreel) 番組を適応させた。
番組のテーマ音楽やタイトルはさまざまだったが、1993年にタイトル映像とスタジオデザインが統一。スタジオ映像はバーチャルリアリティを用いたものだった。その後、1999年にスタジオやオープニング映像・アストンなどを含む大規模な再ブランド化が行われた。テーマ音楽はデヴィッド・ロウによって作曲。ロウが作曲した音楽はBBC One のみならずNews 24、BBC World 及びBBC の国内並びに地域ごとのローカルニュース番組上のテーマ音楽に使用された。ロウは Radio 1のニュース番組 "Newsbeat" の音楽にも責任を持つ事となった。以降、2015年現在においても彼の手によってテーマ音楽が編曲され続けている。
1998年に BBCラジオニュースの多くはこのビルの正面にある新しい "ニュースセンター" 棟内の TVC にあるBBCテレビニュースと統合する事となった。2013年までにすべてのBBC ニュース（国内向けニュース及び海外向けニュースなど）の放送はロンドン中央部内のw:Broadcasting Houseへ移動する事となる。このビルは世界最大の生放送ニュースルームを持つために計画された。
この新しい(スタジオ・ワークスペースを含む)ニュースルームは、"THE WORLD'S NEWSROOM"と名付けられた。英国内外のあらゆるニュースを一箇所に集め、全てのラジオ・テレビのチャンネル及び、オンラインにシームレスにニュースを配信出来るのが特徴である。

## ニュース配信

### テレビニュース

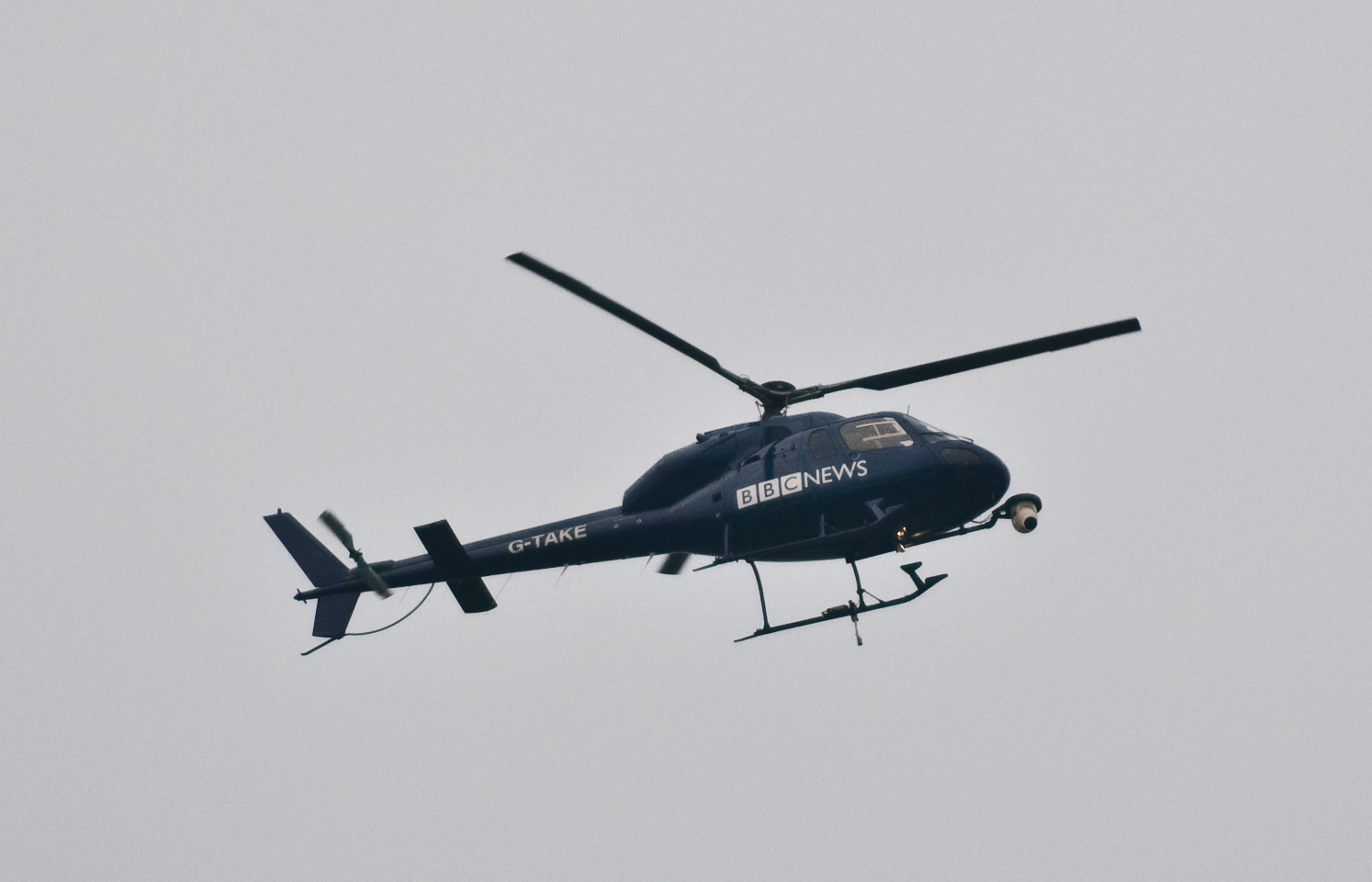
ロンドンで使用されているBBCニュースのヘリコプター

BBCニュースのテレビニュース部門はBBC ThreeおよびBBC Four、ニュース専門のBBC News ChannelおよびBBC Parliamentでニュースを配信し、BBC One 及び BBC Twoで主要なニュース速報の責任を負っている。Ceefax（文字多重放送サービスのひとつ。2012年終了。） 及びBBCニュース・オンラインにもニュース映像を配信している。また国際的ニュース及び時事番組をBBCワールドニュース向けに提供している。
2005年11月8日に、「一人の編集長が1時と6時のニュースを担当した方がよい」と発表した。2006年からはBBC Oneで放送されている1時と6時・10時のニュースをNews 24（現・BBC News Channel）でも放送されることとなった。
2000年代後半からは英語以外の言語によるテレビニュースの制作に力を入れている。
2008年にはアラビア語、2009年にはペルシャ語によるニュースチャンネルの設立、2012年にはロシア語ニュース番組の制作を開始した。
2013年には上述の通りBroadcasting Houseへ拠点を移した。
2022年6月13日にはBBC Oneで放送される定時ニュース向けスタジオがリニューアル。BBC News Channel向けニュースと共用だったスタジオから独立する。
すべての BBC の地域ニュース番組の完全な一覧については、w:Category:BBC Regional News programmes参照のこと。

### ラジオニュース

2008年4月21日から2019年7月14日の旧ロゴ.

BBC ラジオニュースは BBC の国内ラジオ放送局向けの速報を制作しジェネラルニュース・サービス (GNS) 経由でローカル BBC ラジオ放送局向けに番組を制作している。BBCニュースはBBCネーションズ及びリージョンズ によって制作され、BBC の地域ニュース番組を制作していない。BBCワールドサービス は世界の至る所40カ国語の1億5000万人に放送を行っている。

### オンラインニュース
主要記事：w:BBC News Online　BBCニュース・オンラインも参照のこと
BBC ニュース・オンラインはBBCのニュース・ウェブサイトで、1997年11月に立ち上げられた。ここには毎月1500万人もの閲覧者が訪れる、イギリスの中で最も人気のあるニュース・ウェブサイトの1つである。このウェブサイトはエンターテイメント、スポーツ、科学、及び政治ニュースを範囲とした徹底的な国際的ニュースを含んでいる。多くのリポートは BBCのテレビ及びラジオニュースの音声並びにビデオがあわせて公開されている。「ニュースナイト」や「クエスチョンタイム」などの信頼できる BBCの時事番組はテレビ・ラジオでの放送後、BBCニュース・オンラインのサイトで視聴することができる。また、BBC News Channel のiPlayerを通じた同時放送、ラジオで放送されたニュースをまとめたポッドキャスティングサービスや、スマートフォン向けのアプリが提供されている。

### 備考
テレビやラジオの国際放送については、「BBCグローバルニュース社」の下で運営されているが、上述の通りニュース制作業務においては「THE WORLD NEWSROOM」内で国内外・放送系統・部門を問わず一体運用され、迅速な速報や部門を横断したニュースの検証や深堀等に対応する。
なお、2022年5月26日にBBCが発表した経営改革案において、イギリス国内向けのBBCニュースと海外向けのBBCワールドニュースを今後数年以内に再編させる予定であることを明らかにした。2023年4月にBBC傘下のニュース専門チャンネルを統合させ、「BBCニュース」として、24時間体制で放送を行うことを2022年7月に発表した。基本的にはイギリス・ロンドンにて制作を行うが、一部の時間帯はアメリカのワシントンD.C.とシンガポールから世界に向けて放送するとしている。

## 日本での視聴

2019年7月14日から2022年4月24日の旧ロゴ。

### テレビ放送
スカパーJSATのスカパー!およびスカパー!プレミアムサービス、BBCワールドニュースが視聴可能なケーブルテレビ局にて24時間視聴可能。また、NHK BS（旧・NHK BS1）のワールドニュースにおいて、イギリス国内向け (BBC One) の「BBC News at Six」と「BBC News at Ten」のほか、単独枠で「BBC News at One」や「BBC Breakfast」の抜粋を放送している。また、テレビ神奈川でも放送している。なお、日本に関する映像が登場する場合は放送権の都合によりかぶせ放送がされ、その旨のフリップが表示される場合がある。
地上波での放送
テレビ神奈川（tvk）平日6:30 - 7:30

### ラジオ放送
アジア向けBBCワールドサービス を短波放送及びFM COCOLOで視聴する事ができる。短波放送の場合、ジャミング (妨害電波) などによる混信を受け、聞きづらい時がある。また、衛星放送を使った放送も行っている。
これとは別に、BBCワールドサービスのウェブサイトでは、世界向けBBCワールドサービスを、インターネット・ラジオで放送、視聴することができる。

### オンライン
2014年よりTwitterやYouTubeを通じて、英語版記事の日本語翻訳されたものを配信している。2015年10月には、日本語版のBBCニュースサイトを開設した。また、iOSやAndroid向けに、スマートフォンアプリを提供しており、日本では英語国際版をインストール出来る。
2017年3月からはHuluやAmazon Prime Video、2024年8月からはU-NEXTなどのインターネット配信でも視聴出来る。
かつては2022年のロシアによるウクライナ侵攻を受けて、同年2月24日以降はヤフーの協力により、Yahoo!ニュースでも随時配信していたが、2025年3月で終了した。

## 「カウントダウン」
BBC News Channel及びBBCワールドニュース（またはBBCワールドサービスの提供するBBCアラビック・BBCペルシャの両テレビチャンネル）の毎正時に放送されるニュース番組の開始直前に「カウントダウン」が流される。
画面隅に時間が映し出されカウントダウンが始まる。2007年頃のものは、1分内に北京、イラク、ニューヨーク、バッキンガム宮殿、サッカースタジアムなどを回っていき、最後にBBC本社が映し出され、地球の絵をバックに"BBC NEWS"または“BBC WORLD NEWS”と映し出される。
これは1999年に行われたBBCニュースの再ブランド化より導入され、CG・BGM共にマイナーチェンジを繰り返しながら2024年現在でも使用されている。
背景の画像は随時更新されているが、概ね世界各地でレポートを伝える記者とスタッフ（戦地でヘルメットと防弾チョッキを着用する記者も登場する）が次々に映し出されると共に画面上に情報の流れをイメージした線が流れ、これが各方向からブロードキャスティング・ハウス（BBC本社）に到達した後、スタジオのアンカーに切り替わる。
2021年4月9日のフィリップ殿下の薨去、2022年9月8日のエリザベス2世女王の崩御（エリザベス2世の死）の際には通常のカウントダウンのBGMをアレンジした荘重なテーマ曲が使用された。映像も、エリザベス2世の崩御の際には女王を悼む多数の手向けの花や葬列を見守る幾重もの人垣、ウェストミンスター寺院に向かう女王の棺と葬列、安置された女王の棺と傍に控える国王チャールズ3世など、国葬のハイライトシーンを編集した特別版となった。
予報音を裏打ちしたテクノミュージック調の独特なBGMは話題となり、イギリスではCDの発売や、BBC公式のリミックスコンテストを行うにまで至った。
「カウントダウン」はBBCニュース独特のものであり再ブランド化以降の大きな特徴であったが、後に競合する他のニュース専門チャンネルも導入する事となる。
（Sky NewsやABCNEWS24など）作曲は導入以降一貫してデヴィッド・ロウが手掛けている。